# Hamorton
Hamorton es un lugar designado por el censo ubicado en el condado de Chester en el estado estadounidense de Pensilvania. En el Censo de 2020 tenía una población de 179 habitantes y una densidad poblacional de 596,67 habitantes por km². Fue incluido como CDP en el censo de 2020.

## Geografía
Hamorton se encuentra ubicado en las coordenadas 39°52′4″N 75°39′15″O / 39.86778, -75.65417.Según la Oficina del Censo de los Estados Unidos,  tiene una superficie total de 0,30 km², de la cual 0,28 km² corresponden a tierra firme y 0,02 km² a agua.